# Црешево
Црешево или Черешово (на македонска литературна норма: Црешево) е село в община Гази Баба на Северна Македония.

## География
Селото е разположено в областта Църногория, североизточно от Скопие в подножието на Скопска Църна гора.

## История
В XIX век Црешево е село в Скопска каза на Османската империя. Църквата „Свети Спас“ е от 1850 година. В 1872 година в нея работи Евгений Попкузманов. В 1854 година Дичо Зограф изписва иконостаса.
Според статистиката на Васил Кънчов („Македония. Етнография и статистика“) към 1900 година в Черешово (Црешево) живеят 535 българи християни.
В началото на XX век цялото население на селото е под върховенството на Българската екзархия. По данни на секретаря на екзархията Димитър Мишев („La Macédoine et sa Population Chrétienne“) в 1905 година в Черешево има 720 българи екзархисти и функционира българско училище.
При избухването на Балканската война в 1912 година 4 души от селото са доброволци в Македоно-одринското опълчение.
На етническата си карта на Северозападна Македония в 1929 година Афанасий Селишчев отбелязва Црешово като българско село.
Според преброяването от 2002 година Црешево има 1278 жители.
| Националност     | Всичко |
| северномакедонци | 1263   |
| албанци          | 0      |
| турци            | 0      |
| роми             | 0      |
| власи            | 1      |
| сърби            | 12     |
| бошняци          | 0      |
| други            | 2      |

## Личности
Родени в Црешево
- Ангел Николов (1890 – 1926), български революционер, деец на ВМРО[8]
- Божко Богданов, български революционер от ВМОРО, четник на Богдан Баров[9]
- Величко Велянов (1874 – 1943), български революционер, скопски окръжен войвода на ВМОРО
- Иван Йовчев, български революционер от ВМОРО, четник на Трифун Аджаларски[10]
- Никола (Коле) Китанов, български революционер от ВМОРО, четник на Богдан Баров[9] и на Михаил Чаков[11]
- Траян Стоилков (? – 1926), български революционер, деец на ВМРО[8]